# Planetary Annihilation
Planetary Annihilation ist ein Echtzeit-Strategiespiel, das von der Firma Uber Entertainment produziert und vertrieben wird. Viele der Entwickler waren auch schon bei der Entwicklung von Total Annihilation und Supreme Commander beteiligt, mit denen das Spiel gewisse Ähnlichkeiten hat. Finanziert wurde die Entwicklung über die Crowdfunding-Plattform Kickstarter.

## Beschreibung
Planetary Annihilation ist ein Echtzeit-Strategiespiel bei dem jeder Spieler eine Roboter-Armee kontrolliert und versucht die Armeen der anderen Spieler zu zerstören. Zu Beginn des Spiels besitzt jeder Spieler nur eine Haupteinheit, den Commander, der eine Basis errichten muss. Die Basis besteht aus Gebäuden, die die Rohstoffe Metall und Energie gewinnen, Fabriken, in denen Kampf- und Baueinheiten gebaut werden, und Verteidigungsanlagen. Nachdem diese Basis errichtet wurde, können sich Spieler gegenseitig angreifen und versuchen einen größeren Teil der Karte zu kontrollieren. Gewonnen hat im normalen Spielmodus der Spieler, dessen Commander als letztes noch am Leben ist.
Eine Besonderheit von Planetary Annihilation ist, dass das Spielfeld kugelförmig ist. Jeder Spieler kann demzufolge von jeder Seite angegriffen werden. Die Größe dieser Spielfeld-Planeten kann an die Anzahl der Mitspieler angepasst werden. Spieler können auch zwischen verschiedenen Planeten wechseln. An solchen interplanetaren Partien sollen bis zu 40 Spieler teilnehmen können.

## Finanzierung, Entwicklung und Vertrieb
Für die Finanzierung des Spiels wurde am 14. August 2012 eine Kampagne auf Kickstarter gestartet. In den ersten 24 Stunden fanden sich bereits 4.000 Personen, die das Projekt mit 140.000 US-Dollar unterstützten. Bereits nach 15 Tagen wuchs die Anzahl der Unterstützer auf 20.000 und die lukrierte Summe auf 900.000 US$. Am Ende der auf einen Monat angesetzten Frist wurden 2.229.344 US$ von 44.162 Unterstützern gesammelt. Damit wurde Planetary Annihilation das elfte Kickstarter-Projekt, das eine Summe von mehr als 1 Million US$ sammeln konnte.
Eine weitere Besonderheit von Planetary Annihilation ist, dass Vorbesteller des Spiels ab einer gewissen Summe Zugang zur Beta- oder Alpha-Version hatten. Die Alpha-Version erschien am 7. Juni 2013, die Beta-Version am 26. September, die Gamma-Version mit weitreichenden Neuerungen im März 2014. Das fertige Spiel erschien am 5. September 2014.

## Rezeption
Bei Veröffentlichung des Spiels am 5. September 2014 zeichnete sich das Spiel vor allem durch eine Vielzahl an Programmfehlern aus. So sorgt beispielsweise eine fehlerhafte RAM-Adressierung für Programmabstürze, ein Fehler der Gameserver dafür, dass zu viele Partien auf einem Server gehostet werden, was zu Leistungseinbrüchen bis hin zur Unspielbarkeit führt.
Inzwischen sind jedoch viele dieser Fehler durch aktuelle Versionen/Builds des Spiels behoben.
Die Fachpresse bezeichnete Planetary Annihilation kurz nach Veröffentlichung überwiegend als „unfertig“. Stefan Köhler von GameStar konstatierte, der Singleplayer sei „lieblos und nicht zu empfehlen, Tutorial und Spieleinführung […] ein schlechter Scherz und Anfänger“ würden „hoffnungslos alleine“ gelassen.